# Киселёв Лог
Киселёв Лог — упразднённый посёлок в Топчихинском районе Алтайского края России. На момент упразднения входил в состав Парфёновского сельсовета. Исключен из учётных данных в 2002 г.

## География
Располагался на краю ленточного бора Бахматовской лесной дачи, в 8,5 км к юго-западу от села Ракиты.

## История
Основан в 1912 г. В 1928 году выселок Кисилёв Лог состоял из 46 хозяйства. На выселке располагалась школа. В административном отношении входил в состав Петровского сельсовета Алейского района Барнаульского округа Сибирского края.
Исключен из учётных данных в 2002 г.

## Население
В 1926 году на выселке проживало 267 человек (125 мужчин и 142 женщины), основное население — русские
В результатах переписи 2002 года посёлок не учитывался.